# Tonica (musica)
La tonica è il primo grado di una scala diatonica.
La tonica dà il nome alla scala corrispondente e anche all'accordo derivatone.
È una nota statica, perché è il suono verso cui la creazione musicale tende naturalmente.
Si noti che in un accordo la nota che dà il nome all'accordo stesso non si chiama tonica ma fondamentale.